# Martin Loft
Martin Loft (født. 18. februar 1965) er en dansk sanger og skuespiller.
Martin Loft er uddannet sanger hos Ian Adam i London. Højdepunkter fra karrieren tæller Anatoly i Chess (1995), Javert i Les Misérables 1993-94, Koptos i Atlantis 1994-95), John i Miss Saigon (1996-97), fortælleren i Blodbrødre (2001), von Trapp i The Sound of Music (2003), Doktor Livesay i Skatteøen (2004), titelrollen i Peter Sabroe (2006) og senest som Hugo Alfvén i Lyset over Skagen.
I 1996 blev han landskendt, da han sammen med Dorthe Andersen vandt det danske Melodi Grand Prix med sangen "Kun med dig". Pga. for mange deltagerlande var der en forudvælgelse inden showet og Danmark gik ikke videre og skulle derfor ikke deltage i det Eurovision Song Contest dette år.